# Anthony Anderson
Anthony Alexandre Anderson (Los Angeles, 15 de agosto de 1970) é um ator, comediante, roteirista e apresentador de jogos americano.
Ele estrelou sua própria comédia de curta duração, All About the Andersons, bem como a comédia da ABC Black-ish e a comédia da Fox The Bernie Mac Show durante sua quinta e última temporada. Ele é conhecido por seus papéis principais na série dramática K-Ville, The Shield e como o detetive da polícia Kevin Bernard em Law & Order. Ele teve papéis importantes em filmes como Me, Myself & Irene (2000), Kangaroo Jack (2003), Agent Cody Banks 2: Destination London (2004), The Departed (2006), Transformers (2007) e Scream 4 (2011).

## Biografia
Anderson nasceu em Los Angeles, mas cresceu em Compton, Califórnia, filho de Dora, uma telefonista e atriz, seu padrasto, Sterling Bowman, possui uma cadeia de lojas roupa. Anderson foi aluno da Los Angeles County High School for the Arts e Howard University. Ele treinou com atores como Avery Brooks, Ossie Davis e Ruby Dee.

## Vida pessoal
De 1995 a 2022, foi casado com Alvina, sua namorada dos tempos de colégio. O casal tem dois filhos, Kyra e Nathan; Nathan estrelou como Tahj no seriado da Netflix Richie Rich.
Anderson tem diabetes tipo 2 e tem sido ativo na conscientização sobre o diabetes.
Jogando pela Alzheimer's Association, em 2011, Anderson ganhou US$ 250.000 em Who Wants to Millionire?.

### Acusação de abuso sexual
Anderson foi acusado de estuprar um extra de 25 anos de idade em um trailer do set de filmagens de Hustle & Flow em 27 de julho de 2004. A suposta vítima acusou Anderson e o assistente do diretor Wayne Witherspoon de tirar suas roupas à força, fotografar seu corpo nu, e a penetrando digitalmente. Uma testemunha alegou ter ouvido os gritos da suposta vítima e a tinha visto correr nua do trailer, e ela foi tratada no Hospital St. Francis. As acusações foram retiradas em 6 de outubro de 2004 porque o juiz decidiu que não havia causa provável para julgar o caso.
Anderson foi processado por agressão sexual em setembro de 2004 por outra mulher que afirmou que Anderson fez comentários sexualmente sugestivos e depois a agrediu em seu camarim no set de All About the Andersons.
Em 20 de julho de 2018, foi revelado que ele estava sendo investigado pelo Departamento de Polícia de Los Angeles por outra alegação de agressão sexual. Em 4 de setembro, a Promotoria de Los Angeles decidiu não apresentar queixa contra Anderson devido à falta de provas.

## Filmografia
| Ano           | Título                       | Personagem            | Comentários |
| 2017          | Ferdinand (filme)            | Bones                 | Voz         |
| 2016          | Um salão do Barulho 3        | J.D.                  |             |
| 2014-presente | Black-ish                    | Dre (Andre Johnson)   | Série de TV |
| 2011          | Scream 4                     | Detetive Perkins      |             |
| 2008          | Law & Order                  | Det Kevin Bernard     | Série de TV |
| 2007          | Transformers                 | Glenn                 |             |
| 2006          | Todo Mundo em Pânico 4       | Mahalik               |             |
| 2006          | Deu a Louca na Chapeuzinho   | Bill Stork            | Voz         |
| 2005          | Ritmo de um Sonho            | Key                   |             |
| 2005          | Um Milionário em Apuros      | Malcolm King          |             |
| 2004          | Madrugada Muito Louca        | Burger Shack Employee |             |
| 2004          | O Agente Teen 2              | Derek                 |             |
| 2004          | My Baby's Daddy              | G                     |             |
| 2003          | Todo Mundo em Pânico 3       | Mahalik               |             |
| 2003          | Tudo sobre os Andersons      | Ele mesmo             |             |
| 2003          | Sequestro em Malibu          | PJ                    |             |
| 2003          | Contra o Tempo               | Tommy                 |             |
| 2003          | Canguru Jack                 | Louis Booker          |             |
| 2002          | Uma Turma do Barulho         | J.D.                  |             |
| 2001          | Two Can Play That Game       | Tony                  |             |
| 2001          | Um Ritual do Barulho         | Junior Slocumb        |             |
| 2001          | Rede de Corrupção            | T.K. Johnson          |             |
| 2001          | Spot um Cão da Pesada        | Benny                 |             |
| 2000          | Lenda Urbana 2               | Stan Washington       |             |
| 2000          | Eu, Eu Mesmo & Irene         | Jamaal Baileygates    |             |
| 2000          | Vovó... Zona                 | Nolan                 |             |
| 2000          | Romeu Tem Que Morrer         | Maurice               |             |
| 1999          | Trippin' - Sonhando Acordado | Z-Boy                 |             |
| 1999          | Até Que a Fuga os Separe     | Cookie                |             |

Participou do episódio 14 da primeira temporada de Veronica Mars.